# Arthémon Hatungimana
Arthémon Hatungimana (* 21. ledna 1974 Muhweza) je bývalý burundský atlet, specialista na běh na 800 metrů.

## Běžecká kariéra
V roce 1993 získal na mistrovství Afriky v atletice na osmisetmetrové trati třetí místo. Na mistrovství světa v atletice 1995 obsadil ve finále druhé místo za dánským reprezentantem Wilsonem Kipketerem. V roce 1995 také zvítězil na Afrických hrách. Na Letních olympijských hrách 1996 vypadl v semifinále. V roce 1997 vyhrál Frankofonní hry. Na mistrovství světa v atletice 1999 i na Letních olympijských hrách 2000 vypadl v rozběhu, byl semifinalistou mistrovství světa v atletice 2001, startoval i na mistrovství světa v atletice 2003 a na Letních olympijských hrách 2004, kde však již nedokázal postoupit z rozběhu.
Po ukončení kariéry se stal trenérem v Paris Université Club. K jeho svěřencům patří paralympionik Timothée Adolphe.

## Osobní rekordy
- 400 metrů: 46,78 s
- 800 metrů: 1:43,38 min
- 1500 metrů: 3:44,98 min